# Mirosław Mizera
Mirosław Mizera (ur. 24 grudnia 1955 w Malborku) – polski fotograf. Członek Stowarzyszenia Autorów ZAiKS.

## Życiorys
Mirosław Mizera mieszka i pracuje w Poznaniu. Jest współwłaścicielem Galerii MM. Jest autorem i współautorem wielu wystaw fotograficznych; indywidualnych, zbiorowych, poplenerowych oraz pokonkursowych – na których otrzymał wiele medali, nagród, wyróżnień, dyplomów, listów gratulacyjnych. Szczególne miejsce w twórczości Mirosława Mizery zajmuje fotografia detali, szczegółów pozornie przypadkowych i rozmaitych przedmiotów.  
W 2006 roku był współorganizatorem konkursu fotograficznego Oblicza Wielkopolski. Jest autorem albumu fotograficznego Piękna Helena – cyklu zdjęć o chimerycznej lokomotywie nazwanej Piękna Helena, wykonanych w latach 2008–2010. W 2010 roku - fotografie, które opublikowano w albumie były także wyeksponowane na wystawie w Galerii Nothburga w Innsbrucku (Austria). 
W 2007 roku Mirosław Mizera został przyjęty w poczet członków Fotoklubu Rzeczypospolitej Polskiej Stowarzyszenia Twórców. Decyzją Komisji Kwalifikacji Zawodowych Fotoklubu RP, otrzymał dyplom potwierdzający kwalifikacje do wykonywania zawodu artysty fotografa, fotografika (legitymacja nr 226). W działalności Fotoklubu RP uczestniczył do 2021.

## Wystawy indywidualne
- OCK (Ostrołęka 2010)[6]
- Galeria Refektarz (Krotoszyn 2009)
- PKD (Warszawa 2009)
- Muzeum im. T. Halika (Toruń 2009)
- Muzeum Azji i Pacyfiku (Warszawa 2008)
- Galeria BCK (Warszawa 2008)
- Centrum Kultury Zamek (Wrocław 2008)
- Gliwicki Miesiąc Fotografii (Gliwice 2008)
- Galeria Mała (Lubsko 2008)
- Chojnice 2008
- Galeria Pryzmat (Szprotawa 2008)
- MCK (Nowy Sącz 2008)
- Galeria Pod Sufitem (Katowice 2008)
- Galeria 9 (Gliwice 2008)
- Galeria Podróżników NCK (Kraków 2008)
- Galeria WARTO (Wodzisław Śląski 2008)
- Galeria Sztuki (Ostróda 2008)
- Galeria Ostrołęka (Ostrołęka 2008)
- Galeria NCE (Wodzisław Śląski 2008)
- Centrum Kultury (Wadowice 2008)
- Galeria Mała LDK (Lubsko 2008)
- Galeria W Hallu (Rybnik 2008)
- Galeria PIK (Ostrów Wielkopolski 2008)

Źródło

## Wystawy zbiorowe
- IX Ogólnopolski Salon Fotografii My Koziorożce 2009
- IX Festiwal Sztuki Wysokiej (Bytom 2008)
- VIII Ogólnopolski Salon Fotografii My Koziorożce 2008
- Foto Art Festiwal Foto Open (Bielsko-Biała 2007)
- Naturalisko (Łobżenica 2007)
- VII Ogólnopolski Salon Fotografii My Koziorożce 2007
- Kalisz Pomorski 2006
- VI Ogólnopolski Salon Fotografii My Koziorożce 2006

Źródło

## Wystawy pokonkursowe
- Oblicza Ludzi (Otwock 2008)
- Wszystkie Dzieci Świata (Pacanów 2008)
- Ocalić od zapomnienia (Kraków 2007)
- Morze (Gdańsk 2007)
- Wszystkie Dzieci Świata (Pacanów 2007)
- Wizytówka Polski – to co najpiękniejsze (Warszawa 2006)
- Między niebem, między ziemią (Czechowice - Dziedzice 2006)
- Pejzaż polski (Kętrzyn 2006)
- Przestrzenie wyobraźni (Poznań 2006)
- Moja Wielkopolska – wieś 2006 (Poznań 2006)
- Dawne Rzemiosło Polski (Kraków 2006)
- Od wschodu do zachodu słońca (Czeszew 2006)
- Złota Muszla (Koszalin 2006)
- Zabytki znane i nieznane (Sucha Beskidzka 2005)
- Przestrzenie wyobraźni (Poznań 2005)
- Krasiczyn 2004 (Krasiczyn 2005)

Źródło

## Publikacje (albumy)
- Piękna Helena; Wydawca: Oficyna MM (2013)[16][17]. ISBN 978-83-61123-20-0